# ドロット
座標: 北緯31度30分23.03秒 東経34度38分43.44秒 / 北緯31.5063972度 東経34.6454000度
ドロット（Dorot、ヘブライ語: דּוֹרוֹת‎ =「世代」の意）は、イスラエル南部のキブツ。スデロットの近傍の国道344号線沿いにあり、行政区画の上ではシャアール・ハネゲフ地域評議会に属する。2018年時点の人口は、822人。
集落の場所は、ガザ地区との国境からおよそ10マイル (16km)、スデロットからおよそ4.5マイル (7.2km)、アシュケロンからおよそ18マイル (29km) 離れている。

## 歴史
ドロットは、1941年のハヌカーの時期に、ドイツから逃れてきたユダヤ人難民たちによって設立され、彼らは穀物や果樹、野菜類を栽培した。このキブツでは、特に土壌流出が深刻な問題であった。名称は、その前年に自動車事故で亡くなった、ホズ (Hoz) 家の3人、label=ドブ (Dov)、リフカ (Rivka)、ティルツァ (Tirtza) に因んで、頭文字をつなげたものだった。やがて遅れて、イスラエル生まれのユダヤ人（サブラ）や、チェコスロバキアやラトビアからの移民がやってきた。1947年の時点では、人口は300人だった。
1946年夏、ドロットは隣村のルハマとともに、イギリス陸軍に占領された。違法に所持された武器の探索をおこなったイギリス軍は、村に相当の物的損害を与えた。
1948年以降、ドロットは開墾地を広げ、それは1948年アラブ・イスラエル戦争の最中に住民が追われて無人化していたパレスチナ人（アラブ人）の村フジの領域に及んだ.。
20世紀末のキブツ制度の変革の中で、ドロットでも資産の私有化などが導入されており、もはや本来の狭い意味におけるキブツではないが、コミュニティの運営に関する合議の慣習など、かつてのキブツの制度が多く残されている集落である。

## 農業
このキブツにおける農業には点滴灌漑が大幅に導入されており、営農されている農地は 3,700エーカー（1,480ha）以上に及ぶ。主な産物には、ニンニク、コムギ、ニンジンなどがある。

## 著名な住民
- エリヤフ・モヤル (Eliyahu Moyal) - クネセト議員

## 歴史的写真

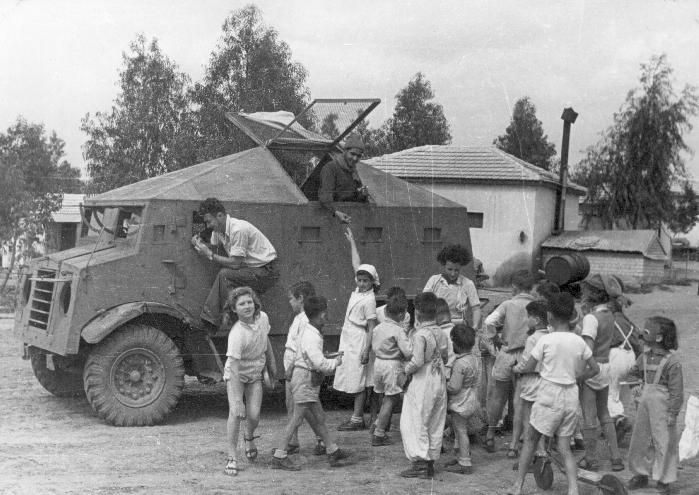
エジプト軍の攻撃に備えて、即席の装甲車両で避難するドロットのキブツの子どもたち、1948年。
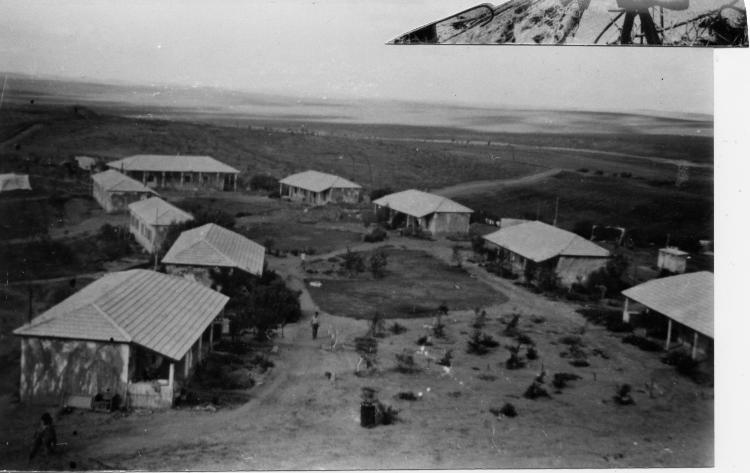
ドロットのキブツに置かれたイファタフ第3大隊 (Yiftach 3rd Battalion) の司令部、1948年。
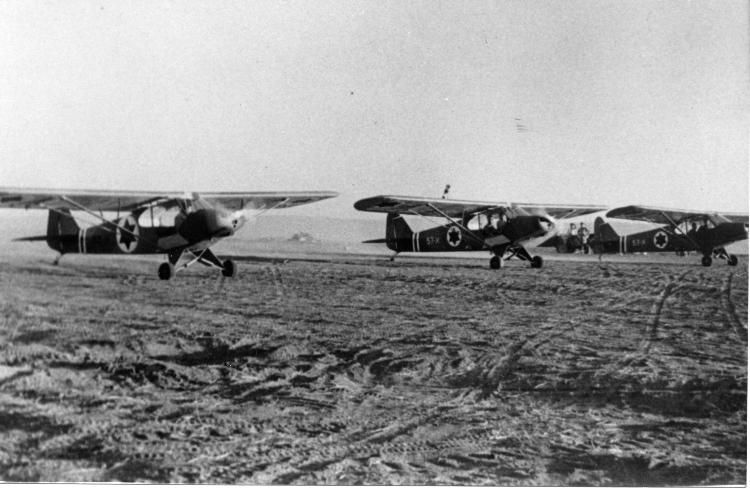
ドロットの飛行場、1948年。